# Беверли-Хиллз, 90210 (сезон 6)
«Беверли-Хиллз, 90210» — 6-й сезон телесериала, вышедший на экраны в 1995-1996 годах.
На DVD последние два эпизода были объединены в один полуторачасовой, поэтому образуется новая нумерация сезонов — 31 вместо 32, как при трансляции сериала на телевидении.В России вышел на канале СТС 8 февраля 1999 года в дубляже фирмы "СВ ДУБЛЬ".

## Сюжет
Келли возвращается домой с летних каникул вместе с новым любовником — художником Колином Роббинсом (Джейсон Уайлс), который вскоре подсаживает Келли на наркотики, и жизнь девушки катится под откос. Позже выясняется, что в детстве Вэлери была влюблена в Колина. Донна разрывает отношения с Рэем, но парень продолжает её преследовать. Брендон начинает встречаться с редактором студенческой газеты «Кондор» — Сюзан Китс (Эмма Колфилд), а Стив — с Клэр, но друг детства Клэр, молодой принц Карл (Ник Кириазис), приезжает в Лос-Анджелес, чтобы завоевать любовь девушки.
Кажется, что Дилан никогда не найдёт своего счастья: желая отомстить убийце Джека, Тони Маршетту (Стэнли Кэмел), юноша влюбляется в его дочь Антонию (Ребекка Гейхарт). Но в следующий же вечер, после свадьбы возлюбленных, киллер Тони по ошибке убивает девушку. В скорби Дилан уезжает из Беверли-Хиллз, прихватив с собой любимую кошку жены…
Когда Келли ложится в наркологическую клинику, Вэлери начинает встречаться с Колином. Но его вскоре арестовывают за хранение наркотиков, и Вэлери закладывает клуб. Колин сбегает с деньгами, и девушка может потерять всё. У Донны появляется новый ухажёр — футболист Джо Брэдли (Кэмерон Бэнкрофт), который тоже не верит в секс до брака, а Келли становится объектом наваждения Тары Маркс (Пейдж Мосс) — соседки по палате в клинике.

## Основной состав
- Джейсон Пристли в роли Брэндона Уолша
- Дженни Гарт в роли Келли Тейлор
- Люк Перри в роли Дилана Макея
- Тиффани-Амбер Тиссен в роли Валери Мэлоун
- Ян Зиринг в роли Стива Сандерса
- Брайан Остин Грин в роли Дэвида Сильвера
- Тори Спеллинг в роли Донны Мартин
- Джейми Уолтерс в роли Рэя Пруита
- Кэтлин Робертсон в роли Клэр Арнольд
- Джо Тата в роли Нэта Буссиччио

## Приглашённые звёзды сезона
- Ребека Гейхарт — Антония Маршетт
- Джейсон Уайлз — Колин Роббинс
- Стэнли Камель — Тони Маршетт
- Эмма Коулфилд — Сьюзан Киттс
- Кэмерон Бэнкрофт — Джо Брэдли
- Пэйдж Мосс — Тара Маркс
- Элиза Донован — Джинджер ЛяМоника
- Джейми Уолтерс — Рэй Пруитт
- Джо Тата — Нэт Буссиччио
- Ренди Спеллинг — Райан Сандерс
- Габриэль Картерис — Андреа Цукерман-Васкес
- Твэис Уэстер — Остин Сандерс
- Майкл Дюрелл — Доктор Джон Мартин
- Ник Кириазис — Принц Карл
- Майк Геновис — Грэм Роббинс
- Кэтрин Кэннон — Фелис Мартин
- Мэттью Лоуренс — Мэл Сильвер
- Джули Пэрриш — Джоан Даймонд
- Энн Гиллеспи — Джеки Тейлор
- Каролин Лагерфельт — Шейла Сильвер
- Тэби Лок — Луиза Диксон
- Кэрол Поттер — Синди Уолш
- Николас Прайор — Декан Милтон Арнольд
- Джон Райли — Билл Тейлор
- Джед Аллен — Раш Сандерс
- Райан Браун — Арнольд Мортон Манц
- Дэйв Коз — Играет самого себя
- Моника Шнэрре — Элли
- Гордон Карри — Дэнни Ви

## Описание эпизодов
| Эпизод | Название                                                                                     | Дата выхода в эфир | Режиссёр              | Сценаристы                                                          |
| --- | -------------------------------------------------------------------------------------------- | ------------------ | --------------------- | ------------------------------------------------------------------- |
| |                                                                                              |                    |                       |                                                                     |
| 6x01 | Home Is Where The Tart Is / Дом там, где твоя подружка                                       | 13 сентября 1995   | Майкл Лэнг            | Стив Вассерман и Джессика Клейн                                     |
| Брендон возвращается домой после летней практики в Бостоне. К Валери приезжает её подруга из Буффало, Джинджер. Келли возвращается из Нью-Йорка вместе со своим новым любовником — художником Колином Роббинсом. В разгар вечеринки, устроенной Стивом, к Брендону приходит агент по продаже и говорит, что сделка о продаже дома Уолшей сорвалась. Брендон в отчаянии — ребята разнесли почти весь дом. Дилан догадывается, кто убил его отца, и собирается начать собственным расследованием. Дэвид получает от отца особняк. Донна и Рэй отправляются на вечеринку на яхте доктора Мартина. У одной из отдыхающих пропадает кольцо… |                                                                                              |                    |                       |                                                                     |
| |                                                                                              |                    |                       |                                                                     |
| 6x02 | Buffalo Gals / Девчонки из Буффало                                                           | 13 сентября 1995   | Джеймс Уитмор-Младший | Майк Лайонс и Кимберли Уэллс                                        |
| Брендон и ребята приводят дом Уолшей в порядок, и Стив решает переехать жить к Брендону. Ребята устраивают вечеринку с концертом в честь двадцать первого Дня Рождения Келли. Донна обнаруживает в куртке Рэя пропавшее кольцо. Джинджер обкрадывает друзей Валери. Она дарит Келли дорогие серьги, тогда Валери рассказывает всем, что это именно Джиндер украла кольцо у женщины, во время вечеринки на яхте. Дилан пытается убить Энтони Маршетта — человека, виновного в смерти Джека, но не смог. Колин дарит Келли особенный подарок, а Донна решается на близость с Рэем… |                                                                                              |                    |                       |                                                                     |
| |                                                                                              |                    |                       |                                                                     |
| 6x03 | Must Be A Guy Thing / Всё дело в парне                                                       | 20 сентября 1995   | Джейсон Пристли       | Джон Эйзендрас                                                      |
| Начинается новый учебный год — Клэр даёт Стиву частные уроки по математике, а Брендон хочет устроиться на работу в университетскую газету, но главный редактор Сьюзен Китс отказывает ему. Келли с удивлением узнаёт, что несколько лет назад Валери и Колин встретились в Европе. Дэвид покупает своей матери Шейле квартиру. Директор звукозаписывающей компании предлагает Рэю заключить контракт, а Дилан разрабатывает изощрённый план мести Энтони Маршетту… |                                                                                              |                    |                       |                                                                     |
| |                                                                                              |                    |                       |                                                                     |
| 6x04 | Everything’s Coming Up Roses / Всё сводится к розам                                          | 27 сентября 1995   | Виктор Лобл           | Дина Кигро                                                          |
| Донна решает принять участие в конкурсе красоты, посвящённому 107 Ежегодному Параду Роз. Планы Дилана рушатся после того, как юноша понимает, что влюбился в Тони — дочь Энтони Маршетта. Стив знакомится с девушкой по Интернету и назначает ей встречу в «Косточке». Мать Дэвида пытается покончить жизнь самоубийством. Брендон и Сьюзен понимают, что неравнодушны друг к другу. Стива ждёт удивительный сюрприз, когда он приходит в кафе на свидание с таинственной незнакомкой из Интернета. |                                                                                              |                    |                       |                                                                     |
| |                                                                                              |                    |                       |                                                                     |
| 6x05 | Lover’s Leap / Прыжок к любви                                                                | 4 октября 1995     | Бэтани Руни           | Кен Стрингер                                                        |
| Валери мучают ночные кошмары о самоубийстве её отца. Тони пригласила всех друзей Дилана на ужин в свой дом. Врачи сообщают Дэвиду, что есть только один способ спасти его мать — шоковая терапия, но Дэвид категорически против этого. Стив и Клэр целуются. Дэвид готов решиться на отчаянный шаг, но Валери вовремя приходит на помощь… |                                                                                              |                    |                       |                                                                     |
| |                                                                                              |                    |                       |                                                                     |
| 6x06 | Speechless / Немые                                                                           | 18 октября 1995    | Дэвид Сэмель          | Ларри Моллин и Мэрэдит Стэйм                                        |
| Клэр, Донна, Валери и Келли уезжают на отдых, но по неудачному стечению обстоятельств попадают в монастырь, где им приходится хранить молчание. Тони приглашает Дилана на ужин с её отцом. Брендон узнаёт, что в его доме снимают порнофильм. Валери рассказывает Донне, что Рэй изменил ей. Энтони угрожает Дилану: юноша должен забыть о Тони. Колин изменяет Келли со своим спонсором Клаудией. Донна порывает с Рэем, а Дилан рассказывает Тони всю правду… |                                                                                              |                    |                       |                                                                     |
| |                                                                                              |                    |                       |                                                                     |
| 6x07 | Violated / Нарушение                                                                         | 25 октября 1995    | Кристофер Гиблер      | Мэрэдит Стэйм                                                       |
| Маршетт ставит дочери ультиматум: либо он, либо Дилан. Келли узнаёт, что Клаудия — спонсор Колина. Профессор Хэйвуд пристаёт к Валери, но она отвергает его. На следующий день девушка получает «2» за реферат. Стив и Клер готовятся к романтическому вечеру в отеле. Дэвид поддерживает Валери. Брендон и Сьюзен проводят расследование и выясняют, что Валери не единственная студентка, терпевшая домогательства Хэйвуда, а Келли расстаётся с Колином… |                                                                                              |                    |                       |                                                                     |
| |                                                                                              |                    |                       |                                                                     |
| 6x08 | Gypsies, Cramps & Fleas / Цыгане, судороги и блохи                                           | 1 ноября 1995      | Берт Бринкерхофф      | Кристин Элис МакКарти и Сэм Сэркар                                  |
| Наступает Хеллоуин. Энтони признаётся дочери, что это он приказал убить Джека МакКея. Колин расстаётся с Клаудией, и Келли возвращается к нему. Брендон узнаёт о предыдущих отношениях Сьюзен с Джонатаном Кастаном. Дэвид влюбляется в Валери, а сама девушка хочет заполучить Колина. На вечеринке в клубе появляется некая мадам Рейвин, чьё любовное зелье растопило лёд в отношениях Стива и Клер. Колин решает заняться преподаванием в Школе Искусств. Донна танцует со спортсменом Джо Бредли, что вызывает ревность Рэя. Между ними завязывается драка… |                                                                                              |                    |                       |                                                                     |
| |                                                                                              |                    |                       |                                                                     |
| 6x09 | Earthquake Weather / Землетрясение                                                           | 6 ноября 1995      | Гилберт М. Шилтон     | Майк Лайонс и Кимберли Уэллс                                        |
| В городе царит невообразимая жара. Дилан делает Тони предложение. Рэй посещает психотерапевта. Донна выходит в полуфинал конкурса красоты и находит фотографию 1969 года, на которой узнаёт в одной из участниц конкурса свою мать. Дилан рассказывает друзьям о своей грядущей свадьбе — Келли ревнует. Донна понимает, что ей нравится Джо. После землетрясения Брендон и Сьюзен застревают в лифте с женщиной по имени Элен, у которой внезапно начинаются роды. Маршетт приказывает своему телохранителю убить Дилана… |                                                                                              |                    |                       |                                                                     |
| |                                                                                              |                    |                       |                                                                     |
| 6x10 | One Wedding & A Funeral / Одна свадьба и похороны                                            | 8 ноября 1995      | Джеймс Уитмор-Младший | Стив Вассэрман                                                      |
| К Беверли Хиллз приближается шторм. Ребята устраивают холостяцкие вечеринки для Дилана и Тони. Дилан получает письма от Бренды, а также от Джима и Синди. Рэй угрожает Донне. Брендон становится шафером. На следующий день после свадьбы Маршетт назначает Дилану встречу, но Тони решает сама поговорить с отцом. Телохранитель Маршета, Бруно, сообщает Брендону, что тот решил убить Дилана, но по ошибке киллер убивает Тони… После похорон Тони и разговора с Маршеттом Дилан уезжает из города, взяв с собой котёнка Тони, Беду… |                                                                                              |                    |                       |                                                                     |
| |                                                                                              |                    |                       |                                                                     |
| 6x11 | Offensive Interference / Оскорбительное вмешательство                                        | 15 ноября 1995     | Скотт Полин           | Ларри Моллин                                                        |
| Рэй подаёт в суд на Джо за избиение. К Валери приезжает Джонси и просит её помочь с одним делом — она должна изобразить проститутку и «подцепить» одного опасного человека, чтобы Джонси получил компромат на него. Однако всё идёт не так, и Дэвиду приходится вызволять Валери из тюрьмы. |                                                                                              |                    |                       |                                                                     |
| |                                                                                              |                    |                       |                                                                     |
| 6x12 | Breast Side Up / Мне грудинку, пожалуйста!                                                   | 22 ноября 1995     | Дэвид Сэмель          | Джессика Клейн                                                      |
| Настаёт День благодарения. Колин и Сьюзен уезжают по делам в Нью-Йорк. Ребята собираются на ужин у Брендона. Шейла благодарит Валери за то, что она вновь сделала Дэвида счастливым. Донна решает устроить на День Рождения Джо превосходный сюрприз. Келли остаётся в особняке Уолшей, а на следующее утро Валери застаёт девушку в объятиях Брендона… |                                                                                              |                    |                       |                                                                     |
| |                                                                                              |                    |                       |                                                                     |
| 6x13 | Courting / Ухаживание                                                                        | 29 ноября 1995     | Гилберт М. Шилтон     | Джон Эйзендрас                                                      |
| Начинается суд над Джо. Валери рассказывает Колину и Сьюзен о том, что Келли ночевала в День благодарения у Брендона. Конкурс красоты подходит к своему финалу… |                                                                                              |                    |                       |                                                                     |
| |                                                                                              |                    |                       |                                                                     |
| 6x14 | Fortunate Son / Везучий парень                                                               | 13 декабря 1995    | Джеймс Фарго          | Лана Фрэйстат Мэльман, Стив Вассерман, Джон Эйзендрас и Джон Уилпли |
| «После полуночи» проводит благотворительную акцию помощи детям, и ребята превращают клуб в казино на один вечер. Донна и Джо помогают мальчику Иссайе из бедного квартала. У Брендона вновь возникают проблемы с азартными играми, и юноша ссорится со Сьюзен, а Келли и Валери торгуются за картину Колина… |                                                                                              |                    |                       |                                                                     |
| |                                                                                              |                    |                       |                                                                     |
| 6x15 | Angels We Have Heard On High / Ангелы, которых мы слышали высоко в небе                      | 20 декабря 1995    | Джейсон Пристли       | Фил Сэват                                                           |
| К Брендону приезжает мама Синди — они с Джимом собираются разводиться. Стив и Клэр разносят подарки по просьбе Раша, но из-за путаницы Стив ссорится с отцом. Ребята собираются у Уолшей. Валери рассказывает Келли о том, что Колин употребляет наркотики. Джо дарит Донне на День рождения говорящего попугая. Стив узнаёт, кто его настоящий отец. |                                                                                              |                    |                       |                                                                     |
| |                                                                                              |                    |                       |                                                                     |
| 6x16 | Turn Back The Clock / Поверните время вспять                                                 | 3 января 1996      | Грэйм Линч            | Ларри Моллин                                                        |
| Бывший парень Сьюзен, Джонатан, приезжает к девушке на Новый год. Позже Брендон видит их целующимися. Келли ссорится с Колином из-за наркотиков. Стив присматривает за своими сводными братьями — Остином и Райаном. |                                                                                              |                    |                       |                                                                     |
| |                                                                                              |                    |                       |                                                                     |
| 6x17 | Fade In, Fade Out / Исчезни и появись вновь…                                                 | 10 января 1996     | Джейсон Пристли       | Мэрэдит Стэйм                                                       |
| Стив и Клэр узнают, что в молодости Нет был актёром. К Келли приезжает её отец, Билл Тейлор — он хочет купить дом в Беверли Хиллз. Нет встречает свою старую любовь Джоанн Даймонд. Джонатан вновь встаёт между Сьюзен и Брендоном. Дэвид ревнует Валери к Колину. Доктор Мартин сообщает Джо, что у него серьёзные проблемы с сердцем, но врач команды заверяет юношу, что Джо может продолжать играть. Келли принимает наркотики… |                                                                                              |                    |                       |                                                                     |
| |                                                                                              |                    |                       |                                                                     |
| 6x18 | Snowbound / Занесённый снегом                                                                | 17 января 1996     | Чип Чалмерс           | Джон Уилпли                                                         |
| После глупого спора Клэр и Стив оказываются в автошколе, где получают приглашение участвовать в новом телешоу. Валери понимает, что у Келли и Колина серьёзные проблемы. Она рассказывает об этом Дэвиду. Сьюзен хочет написать статью о Джо, что становится причиной ссоры между ней и Брендоном. Состояние Джо постепенно ухудшается. Дэвид угрожает Колину. |                                                                                              |                    |                       |                                                                     |
| |                                                                                              |                    |                       |                                                                     |
| 6x19 | Nancy’s Choice / Выбор Ненси                                                                 | 31 января 1996     | Джеймс Уитмор-Младший | Джон Эйзендрас                                                      |
| Сьюзен получает престижную премию за статью о девушке Ненси, которой пришлось сделать аборт. Валери пытается помочь Колину «завязать» с наркотиками, но её попытки терпят неудачу. Стив вновь встречает своего старого знакомого Эль — трансвестита, с которым он по ошибке встречался в Палм Спрингс. Теперь Эль заинтересовалась ректором Арнольдом. Однако Клэр не верит Стиву, когда тот говорит ей, что Эль на самом деле мужчина. Брендон узнаёт, что Сьюзен и есть Ненси, а Джонатан был отцом ребёнка. |                                                                                              |                    |                       |                                                                     |
| |                                                                                              |                    |                       |                                                                     |
| 6x20 | Flying / Полёт                                                                               | 7 февраля 1996     | Чип Чалмерс           | Фил Сэват                                                           |
| Донна, Клэр и Валери устраивают распродажу, а в городе вновь появляется Джинджер — она начинает шантажировать Валери. Джонатан берёт Брендона, Стива и Джо на аэродром. Неожиданно Джо становится плохо. После того, как Клэр находит в домике на пляже наркотики, она выгоняет Келли, и девушка переезжает жить к Колину. Пока Брендон пытается помочь Келли, Сьюзен проводит вечер с Джонатаном… |                                                                                              |                    |                       |                                                                     |
| |                                                                                              |                    |                       |                                                                     |
| 6x21 | Bleeding Hearts / Кровоточащие сердца                                                        | 14 февраля 1996    | Джейсон Пристли       | Лана Фрэйстат Мэльман                                               |
| Донна устраивает в «Персиковой косточке» вечеринку. Валери рассказывает Дэвиду о сделке, которую предлагает Джинджер — она оставит Валери в покое, если проведёт одну ночь с Дэвидом. Джо выгоняют из команды, когда узнают, что у него проблемы с сердцем. Тогда юноша решает бросить колледж. Келли и Колин ссорятся из-за дозы, тогда девушка отправляется на квартиру к дилеру Денни… |                                                                                              |                    |                       |                                                                     |
| |                                                                                              |                    |                       |                                                                     |
| 6x22 | All This & Mary Too / Всё прочее… и Мери                                                     | 21 февраля 1996    | Джеймс Фарго          | Сэм Сэркар                                                          |
| Келли ложится в наркологическую клинику, где знакомится с девушкой по имени Тара. Джо впадает в отчаяние, и Донна не знает, как ему помочь. Стив, Клэр, Дэвид, Брендон и Сьюзен уезжают на горный курорт, где ребята устраивают два свидания для Дэвида. Келли расстаётся с Колином. Во время лыжной прогулки Брендона и Сьюзен с девушкой происходит несчастный случай, и теперь она не может идти. Ребята волнуются за друзей, а тем временем начинается сильный буран. Валери и Колин начинают встречаться. |                                                                                              |                    |                       |                                                                     |
| |                                                                                              |                    |                       |                                                                     |
| 6x23 | Leap Of Faith / Прыжок веры                                                                  | 28 февраля 1996    | Кристофер Гилбер      | Кен Стрингер                                                        |
| Келли понимает, что всё ещё любит Колина. Брендон и Сьюзен едут в Сан-Диего, чтобы навестить родителей девушки. Стив покупает мотоцикл — это очень не нравится Клэр. Дэвид рассказывает Келли, что Колин встречается с Валери. Брендон становится свидетелем семейной ссоры. Колина арестовывают за хранение наркотиков… |                                                                                              |                    |                       |                                                                     |
| |                                                                                              |                    |                       |                                                                     |
| 6x24 | Coming Out, Getting Out, Going Out / Выход                                                   | 13 марта 1996      | Гилберт М. Шилтон     | Джон Уилпли                                                         |
| Колину грозят два года тюрьмы. Валери вносит за него залог, заложив клуб «После полуночи», а Келли выписывают из больницы. Ребята помогают Нету воссоединиться с Джоанной. Студент-медик Грег МакКин приглашает Келли на свидание, а Тара сбегает из больницы… |                                                                                              |                    |                       |                                                                     |
| |                                                                                              |                    |                       |                                                                     |
| 6x25 | Smashed / Раздавленные                                                                       | 20 марта 1996      | Чарли Коррэлл         | Мэрэдит Стэйм                                                       |
| Тара переезжает жить к Келли, Донне и Клэр. Валери уговаривает Колина согласиться на условия адвоката — отсидеть свой срок в тюрьме. Джо ревнует Донну к Дэвиду. Раш даёт Стиву 200 долларов за то, чтобы он присмотрел за Райаном и Остином во время вечеринки в доме Уолшей. Но всё выходит из-под контроля, и «скорая» увозит Райана с диагнозом «алкогольное отравление»… |                                                                                              |                    |                       |                                                                     |
| |                                                                                              |                    |                       |                                                                     |
| 6x26 | Flirting With Disaster / Флиртуя с Бедой                                                     | 3 апреля 1996      | Дэвид Сэмель          | Джон Эйзендрас                                                      |
| Келли просит Дэвида «уделить внимание» Таре, а девушка тем временем пытается разлучить Келли и Грега. Брендон, Джо, Стив, Клэр, Донна и Сьюзен едут на пикник, где встречают Элис, Бекки и Маргарет — трёх обворожительных девушек. Атмосфера в компании становится напряжённой. К Колину приезжает его слепой отец Грэхэм, и Валери узнаёт, что у отца с сыном довольно натянутые отношения… |                                                                                              |                    |                       |                                                                     |
| |                                                                                              |                    |                       |                                                                     |
| 6x27 | Strike The Match / Состязание                                                                | 10 апреля 1996     | Джеймс Даррен         | Стив Вассерман                                                      |
| Клэр, Стив, Джо, Брендон и Сьюзен вместе готовятся к экзаменам. Дэвид и Донна снимают музыкальный клип, а Джо не нравится чересчур раскрепощённое поведение девушки. Клэр не может свыкнуться с мыслью, что Тара теперь будет жить с ними, и переезжает к Стиву и Брендону. Между Дэвидом и Колином происходит драка после того, как кто-то угрожает Валери. Брендона приглашают на лето поработать репортёром в Бостон, но отказывается от него, чтобы быть со Сьюзен. Стив и Клэр ссорятся после того, как юноша случайно портит шаль Клэр, которая досталась ей от матери. Тара делает такую же причёску, как у Келли, и у девушки возникают серьёзные подозрения относительно её новой соседки… |                                                                                              |                    |                       |                                                                     |
| |                                                                                              |                    |                       |                                                                     |
| 6x28 | The Big Hurt / Великая боль                                                                  | 1 мая 1996         | Фрэнк Тэкери          | Ларри Моллин                                                        |
| Колин приговорён к тюремному заключению на 2 года. К Клэр приезжает друг её детства, принц Карл — он предлагает девушке уехать вместе с ним на его родину. Донне предлагают контракт на съёмки нескольких музыкальных видеоклипов. Келли просит Тару немедленно съехать с квартиры на пляже. Карл делает Стиву неожиданный подарок. Тара похищает Келли и пытается её убить… |                                                                                              |                    |                       |                                                                     |
| |                                                                                              |                    |                       |                                                                     |
| 6x29 | Ticket To Ride / Билет в путешествие                                                         | 8 мая 1996         | Энсон Уилльямс        | Мэрэдит Стэйм и Джон Уилпли                                         |
| Сьюзен и Брендон выигрывают в лотерее 5 тысяч долларов. Колин сбегает из полицейского участка. Валери в отчаянии — если его не найдут, у неё отберут клуб. Сьюзен теряет лотерейный билет и ссорится из-за этого с Брендоном. Колин приходит к Келли и просит девушку о помощи. Карл дарит Клэр жемчужное ожерелье, а Стив падает с лестницы… |                                                                                              |                    |                       |                                                                     |
| |                                                                                              |                    |                       |                                                                     |
| 6x30 | Ray Of Hope / Луч надежды                                                                    | 15 мая 1996        | Гилберт М. Шилтон     | Фил Сэват                                                           |
| Дэвид и Донна снимают клип на песню Рэя Пруитта. Валери просит помощи у Келли, но она отказывает. Тогда Брендон говорит Келли, что Нэт может потерять «Персиковую Косточку». Джо рассказывает доктору Мартину, что он получил предложение тренировать школьную футбольную команду в своём родном городке. Сьюзен уезжает по делам в Вашингтон. Карл приглашает Клэр в ресторан, а Джо делает Донне предложение и просит девушку уехать вместе с ним из Беверли Хиллз. Келли, Брендон и Валери продолжают поиски Колина… |                                                                                              |                    |                       |                                                                     |
| |                                                                                              |                    |                       |                                                                     |
| 6x31,32 | You Say It’s Your Birthday, Parts 1 & 2 / Ты сказал, что это твой День Рождения, Части 1 и 2 | 22 мая 1996        | Майкл Лэнг            | Ларри Моллин и Стив Вассерман                                       |
| Карл устраивает на огромном корабле вечеринку в честь Дня рождения Стива. Чтобы помочь в поисках Колина, Джей Джей Джонси присылает Валери агента ФБР по имени Ричард Беллами. Эрик Бадман проявляется интерес к Келли и Донне. От Дилана приходит письмо, откуда ребята узнают, что он в Лондоне с Брендой. Донна решает не говорить об этом Келли. Сьюзен приглашают участвовать в предвыборной программе в Вашингтоне. Андреа приезжает на праздник, чтобы поздравить Стива. Агент Беллами допрашивает друзей Валери. Во время вечеринки Карл признаётся Стиву в своих чувствах к Клэр, а саму девушку просит всё спокойно обдумать. Брендон понимает, что Сьюзан уже решила уехать в Вашингтон. Нэт узнаёт, что Джоанна ждёт ребёнка. Дэвид и Донна решают начать всё сначала. Брендон и Стив вновь встречают Колина и устремляются в погоню за ним… |                                                                                              |                    |                       |                                                                     |

## Рейтинг
| # | День недели | Премьера              | Финал            | Сезон     | Позиция | Количество зрителей (в млн.) |
| - | ----------- | --------------------- | ---------------- | --------- | ------- | ---------------------------- |
| 6 | Среда       | 13 сентября 1993 года | 22 мая 1994 года | 1995-1996 | 53      | 14.5                         |